# Kudoglu Point
Der Kudoglu Point (englisch; bulgarisch нос Кудоглу nos Kudoglu) ist eine niedrige, unvereiste und 150 m lange Landspitze auf der Westseite Johannes-Paul-II.-Halbinsel der Livingston-Insel im Archipel der Südlichen Shetlandinseln. Sie ragt 0,8 km nordöstlich des Dreyfus Point und 2,28 km südlich des Mercury Bluff in die Barclay Bay hinein.
Bulgarische Wissenschaftler kartierten sie 2005, 2009 und 2017. Die bulgarische Kommission für Antarktische Geographische Namen benannte sie 2017 nach dem bulgarischen Geschäftsmann und Philanthropen Dimitar Kudoglu (1862–1940).